# Кёлер, Фред
Фред Кёлер (англ. Fred Kohler; 20 апреля 1888, Канзас-Сити, Миссури — 28 октября 1938, Голливуд, Лос-Анджелес, Калифорния) — американский актер.

## Биография
Фред Кёлер родился в Канзас-Сити, штат Миссури. В подростковом возрасте он начал карьеру в водевилях. Он потерял часть правой рукой в аварии на шахте.
С началом эры немого кино, Кёлер начал активно сниматься. Первую роль он сыграл в 1911 году. В фильме Сесиля Де Милля «Женщина Жанна» он сыграл эпизодическую роль, не указанную в титрах.
Черты внешности обеспечили ему роли злодеев во многих фильмах.
В начале эры звукового кино, он появился в фильме «Поток империи» (1929) вместе с Рене Адоре и Томом Кином.
Кёлер умер от сердечного приступа 28 октября 1938 г. в возрасте 50 лет, он был похоронен в безымянной могиле на кладбище Инглвуд-Парк в Лос-Анджелесе. Его сын Фред Кёлер-младший (1911—1993) также стал актёром.

## Избранная фильмография
- 1916 — Женщина Жанна
- 1924 — Железный конь
- 1926 — Старые броненосцы
- 1932 — Называй её дикой
- 1936 — Человек с равнины